# 露西亚町旧址

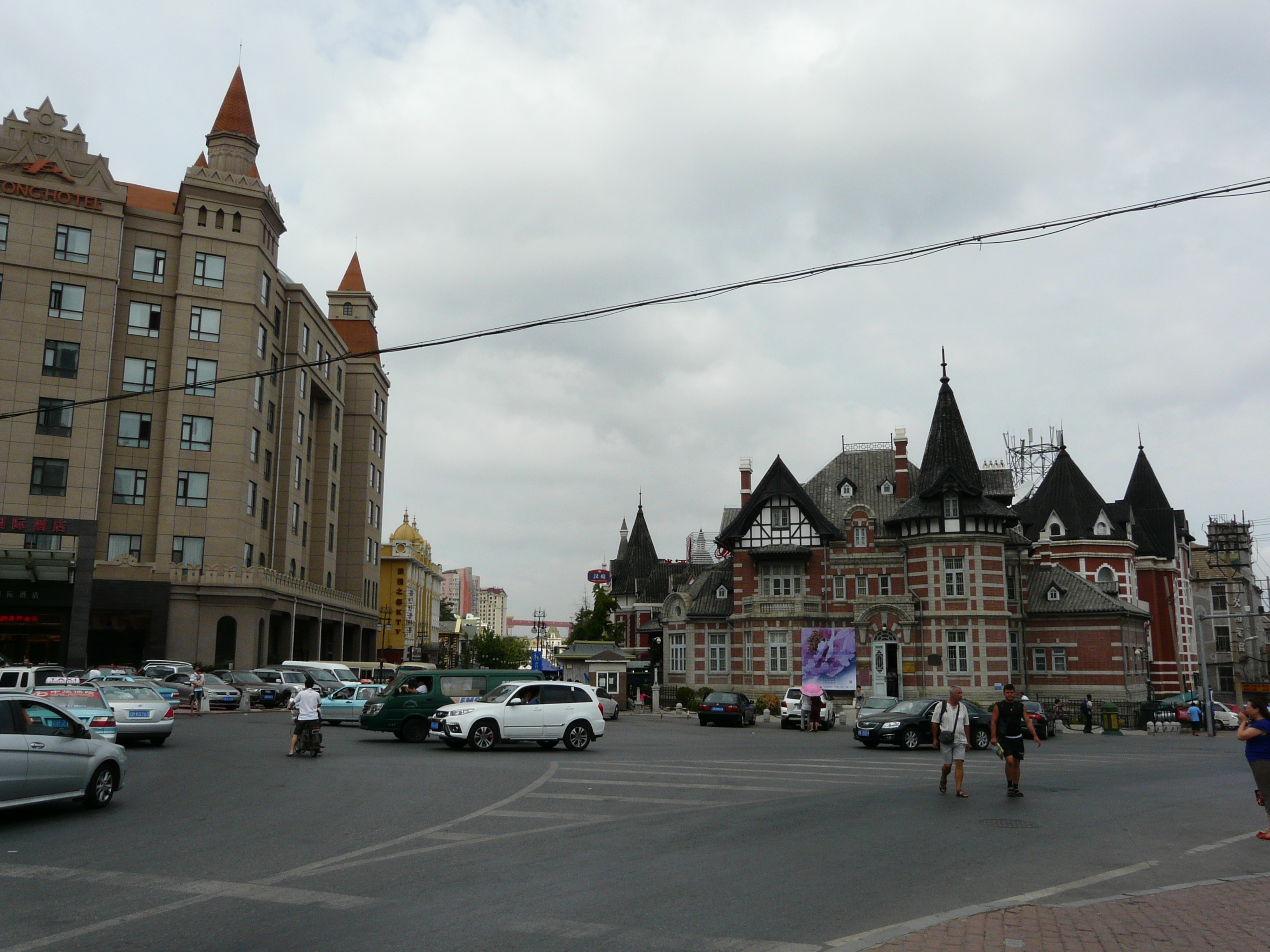
2001年5月，俄罗斯风情街正式开街

露西亚町旧址是位于中华人民共和国辽宁省大连市中山区胜利桥北、今称团结街的历史街区。现被用作大连市美术馆。
街区的历史可以追溯到1898年，当时沙俄通过《中俄密约》取得旅顺、大连，在此进行市政建设，留下许多历史建筑。大日本帝國通过日俄战争夺得大连、旅顺后，将这里改名为日式地名“露西亚町”。1945年大连光复后改名“团结街”。2000年1月起，大连市人民政府开始对街区进行改造，开发旅游，由大连市住宅办承建，大连市景和房屋开发有限公司负责开发，总投入8000千万元人民币，原来住在这里的352户居民被陆续迁出。500米长的路段中，原有38栋居民楼，多半为沙俄时期所建。工程只保留其中18栋，并将保留的建筑进行翻修，余下的全部拆除，另外新建一座俄罗斯风格的三层宾馆。 有报道称，俄罗斯专家也参与了改造工程。 2001年5月，俄罗斯风情街正式开街，各翻修的历史建筑被包租给私人经营，出售套娃等俄罗斯纪念品、水产、首饰。 重修多年后，有建筑学者指出翻修破坏了建筑的历史原貌，如原殖民地时期的市长官邸、今大连船舶技工学校重新喷涂后失去了原来的意韵。 2011年时，媒体报道，俄罗斯风情街已经破损严重。 2012年时，报道指出，翻修使得露西亚町旧址不复存在，老建筑受到不同程度的破坏；同年，大连市人民政府再度对这一带街区进行了改造。